# Cupa Federației la fotbal (Moldova)
Cupa Federației a fost o cupă de fotbal din R. Moldova la care au participat doar echipe din Divizia Națională din Moldova. S-a jucat abia în 2020 și a fost organizat de Federația Moldovenească de Fotbal. Campionului i s-a acordat acces pentru a participa în rundele preliminare ale UEFA Europa League dacă nu s-a calificat altfel la o altă competiție europeană.

## Cluburi Participante 2020
| Club               | Oraș      | Stadion               | Capacitate |
| ------------------ | --------- | --------------------- | ---------- |
| Codru Lozova       | Lozova    | Stadionul Ghidighici  | 1.500      |
| Dacia Buiucani     | Chișinău  | CSCT Buiucani         | 300        |
| Dinamo Tiraspol    | Tiráspol  | Stadionul Dinamo-Auto | 3.525      |
| Florești           | Florești  | Stadionul Izvoare     | 1.000      |
| Milsami Orhei      | Orhei     | Complex sportiv Orhei | 2.539      |
| Petrocub Hîncești  | Hîncești  | Stadionul Municipal   | 1.500      |
| Sfîntul Gheorghe   | Suruceni  | Stadionul Suruceni    | 1.000      |
| Sheriff Tiraspol   | Tiráspol  | Stadionul Sheriff     | 13.460     |
| Speranța Nisporeni | Nisporeni | Complex sportiv Orhei | 2.539      |
| Zimbru Chișinău    | Chișinău  | Stadionul Zimbru      | 10.600     |

## Palmares
| Sezon | Campion          | Scor  | Finalista         | Stadionul finalei          |
| ----- | ---------------- | ----- | ----------------- | -------------------------- |
| 2020  | Sfîntul Gheorghe | 2 - 0 | Petrocub Hîncești | Stadionul Zimbru, Chișinău |

## Titluri pe echipe
| Club              | Titluri | Finalist | Ani campioni | Ani finalist |
| ----------------- | ------- | -------- | ------------ | ------------ |
| Sfîntul Gheorghe  | 1       | -        | 2020         | ----         |
| Petrocub Hîncești | -       | 1        | ----         | 2020         |

## Marcatori pe sezon
| Sezon | Golgeter      | Club              | Goluri |
| ----- | ------------- | ----------------- | ------ |
| 2020  | Vadim Gulceac | Petrocub Hîncești | 7      |